# 唄の世の中
『唄の世の中』（うたのよのなか）は、1936年に日本で制作されたコメディ映画。ピー・シー・エル映画製作所製作。伏水修の初監督作品で、劇中に、歌唱や演芸の場面が数多く盛り込まれており、「シネオペレッタ」と評される。

## ストーリー
円タクの運転手皿野皿吉（藤原釜足）と、その相棒でトンボが大の苦手という大野大助（岸井明）は、それぞれの恋人であるヒロ子（神田千鶴子）とコナミ（宮野照子）と4人連れで遊園地へ出向くが、そこで様々な騒動に巻き込まれる。遊園地で大助とヒロ子がたまたま吹き込んだレコードを聴いたレコード会社の社長（谷幹一）は、ふたりを捜し出すべく懸賞金をかける。もろもろの曲折を経て、最後には、皿吉が懸賞金を獲得し、大助が歌手として成功するハッピーエンドとなる。

## 楽曲
岸井が劇中で歌う曲は、いずれも当時流行のアメリカ合衆国のポピュラー音楽の楽曲であった「ダイナ」と「ザ・ミュージック・ゴーズ・ラウンド・アンド・ラウンド」であり、岸井はこれらを日本語で歌い、後者については映画と同名の「唄の世の中」として録音した。

## スタッフ
- 監督 : 伏水修
- 脚色 : 伊馬鵜平[1]
- 原作 : 穂積純太郎[1]
- 撮影 : 宮島義勇
- 音楽 : 鈴木静一
- 美術 : 山崎醇之輔
- 録音 : 金山欣二郎

## キャスト
- 皿野皿吉：藤原釜足
- 大野大助：岸井明
- ヒロ子：神田千鶴子
- コナミ：宮野照子
- 吹込係・夢野：御橋公
- チェリー・レコード社長：谷幹一
- ブローカー・根津：瓣公